# Isoaxis
El IsoAxis (patente USA n.º 3302321) es una red geométrica que desarrolla el volumen llamado caleidociclos. Fue descubierta por Wallace Walker en 1958, cuando trabajaba en un proyecto cuyo objetivo era lograr configuraciones estructurales para el papel.
Consiste en un estado bidimensional del papel plegado en una cuadrícula que genera sesenta triángulos isósceles, formando un anillo tridimensional que puede girar sobre sí mismo, obteniéndose un ciclo de configuraciones asombrosas.

## Historia
El trazo inventado por Walker es más que ese primer anillo, más tarde, generaría junto con Schattchneider todo un catálogo de caleidociclos, forma geométrica tridimensional resultado de plegar la isoaxis. Esta palabra es un neologismo que quiere decir en griego "figura bella anular" (consideramos pertinente la traducción forma bella que gira, por sus características y función), presentado en M.C. Escher Caleidociclos (1977). En este texto se presentan distintos caleidociclos: el hexagonal, el estrellado, el oblicuo y el cuadrado, todos resultados de variaciones de la red isoaxis. Schattsneider realizó el trabajo de insertar la obra del grabador holandés a la red isoaxis, su labor es más que una decoración o adaptación, se trata de un estudio geométrico - matemático explicado en el libro.
Se sabía ya de interesantes sólidos a partir de tetraedros unidos, pero la enorme visión y habilidad de Wlaker reside en la generación de toda la estructura giratoria a partir de una retícula bidimensional simple y sus diagonales.
La elegancia del trazo no deja de sorprender.
La isoaxis parece el antecedente natural del Miura ori, pero desconocemos si el astrofísico japonés Kioro Miura conocía de la isoaxis al desarrollar sus plegados.